# Bahlaikî, Krasîliv
Bahlaikî (în ucraineană Баглайки) este un sat în comuna Zapadînți din raionul Krasîliv, regiunea Hmelnîțkîi, Ucraina.

## Demografie
Componența lingvistică a localității Bahlaikî
     Ucraineană (98,68%)
     Rusă (1,32%)
Conform recensământului din 2001, majoritatea populației localității Bahlaikî era vorbitoare de ucraineană (98,68%), existând în minoritate și vorbitori de rusă (1,32%).